# Hyrtios elegans
Hyrtios elegans är en svampdjursart som först beskrevs av Thiele 1899.  Hyrtios elegans ingår i släktet Hyrtios och familjen Thorectidae. Inga underarter finns listade i Catalogue of Life.